# Ferrum (Virginia)
Ferrum es un lugar designado por el censo en el  condado de Franklin, Virginia  (Estados Unidos). Según el censo de 2010 tenía una población de 2.043 habitantes. Forma parte del área metropolitana de Roanoke.

## Demografía
Según el censo del 2000, Ferrum tenía 1.313 habitantes, 285 viviendas, y 169 familias. La densidad de población era de 54,8 habitantes por km².
De las 285 viviendas en un 32,6%  vivían niños de menos de 18 años, en un 48,8%  vivían parejas casadas, en un 6,7% mujeres solteras, y en un 40,4% no eran unidades familiares. En el 33% de las viviendas  vivían personas solas el 7,7% de las cuales correspondía a personas de 65 años o más que vivían solas. El número medio de personas viviendo en cada vivienda era de 2,38 y el número medio de personas que vivían en cada familia era de 3,07.
Por edades la población se repartía de la siguiente manera: un 13,6% tenía menos de 18 años, un 53,4% entre 18 y 24, un 17,2% entre 25 y 44, un 11,2% de 45 a 60 y un 4,6% 65 años o más.
La edad media era de 21 años.  Por cada 100 mujeres de 18 o más años  había 131 hombres.
La renta media por vivienda era de 35.208$ y la renta media por familia de 46.818$. Los hombres tenían una renta media de 27.938$ mientras que las mujeres 22.917$. La renta per cápita de la población era de 12.276$. En torno al 4% de las familias y el 9,7% de la población estaban por debajo del umbral de pobreza.

## Localidades adyacentes
El siguiente diagrama muestra a las localidades más próximas a Ferrum.